# Britse Oorlogsmedaille
De Britse Oorlogsmedaille  (Engels: "British War Medal") van het Verenigd Koninkrijk was een op 26 juli 1919 door Koning George V van het Verenigd Koninkrijk ingestelde militaire onderscheiding. De medaille eert de deelnemers aan de Eerste Wereldoorlog.
De Eerste Wereldoorlog was een reusachtige onderneming, er werden dan ook 6 390 000 zilveren en 110.000 bronzen medailles uitgereikt. De zilveren medailles waren voor officieren, onderofficieren en soldaten, de bronzen medailles werden meestal toegekend aan de Chinese, de Maltese, en Brits Indische mannen die in arbeidsbataljons en het Chinese Labour Corps hadden gediend.
Om in aanmerking te komen voor de medaille moest men in ieder geval tussen 5 augustus 1914 en 11 november 1918 in dienst zijn geweest.

## Het leger
Officieren en manschappen van het leger (inclusief de koloniale en territoriale strijdkrachten, de legers van de dominions en dat van het Keizerrijk India) moesten tussen 5 augustus 1914 en 11 november 1918 ofwel in een oorlogszone hebben verbleven of het Verenigd Koninkrijk hebben verlaten voor dienst overzee. Er was ook een termijn gesteld; men moest ten minste 28 dagen gemobiliseerd dienst hebben gedaan. De medaille werd in geval van overlijden vóór de voltooiing van deze periode in actieve dienst automatisch toegekend. Dezelfde criteria zijn toegepast voor het personeel van officieel erkende niet-militaire ziekenhuizen, zoals die die werden beheerd door het Rode Kruis en de vrouwelijke hulptroepen in Queen Mary's Army Auxiliary Corps.
Het statuut vermeldt ook de leden van niet nader genoemde erkende en geautoriseerde organisaties (duly recognized or authorized organizations) en de ingelijfde en geattesteerde dragers en ander hulpkrachten (Enrolled and attested followers) van het Brits-Indische leger. Members of duly recognized or authorized organizations.

## De marine, visserij en koopvaardij
Voor de Koninklijke Marine, de mariniers, de zeemacht van de dominions en de Koloniale zeemacht was het criterium voor toekenning het voltooien van 28 dagen gemobiliseerde militaire dienst, maar zonder de verplichting dat men in het buitenland dienst had gedaan. Ook hier werd de medaille automatisch aan de verwanten van de vóór de afloop van deze periode gestorven militairen uitgereikt. De medaille werd onder dezelfde voorwaarden ook toegekend aan een aantal burgers die dienstdeden op de schepen van de marine, zoals de bemanning van de kantine en medisch personeel en ook aan de leden van de Women's Royal Naval Service.
Ook de opvarenden van de handelsvloot, voor zover zij tussen 4 augustus 2013 en 11 november 1918 zes maanden gevaren hadden, loodsen, vissers, onderhoudsploegen en bemanningen van boeien en vuurtorens en bemanningen van de schepen die de telegraaf en telefoonkabels legden kwamen voor de medaille in aanmerking.

## De luchtmacht
In de luchtmacht, de Royal Air Force, waren de voorwaarden voor toekenning in grote lijnen dezelfde als voor het leger. Men moest overzee hebben gediend. Een uitzondering werd gemaakt voor de piloten van de RAF, RNAS of RFC die gevechten hadden gevoerd terwijl ze in het Verenigd Koninkrijk waren gestationeerd en voor de piloten die vliegtuigen had overgezet naar Frankrijk. Ook piloten die op schepen hadden gediend, werden geacht in aanmerking te komen voor de Britse Oorlogsmedaille.
De criteria voor toekenning van de medaille werden later uitgebreid tot de periode 1919-1920 en de dienst bij het ruimen van mijnen op zee, alsook de deelname aan Geallieerde Interventie in Rusland zoals in Noord-en Zuid-Rusland tussen 11 November 1918 en 12 oktober 1919, de oostelijke Oostzee tussen 11 november 1918 en 1 januari 1920, Siberië tot 13 september 1919, de Zwarte Zee en de Kaspische Zee tussen juli 1918 en 27 augustus 1919.
In 1919 werden in het gehele Britse Rijk, in de dominions, koloniën en territoria nog de door de Britse koningen ingestelde onderscheidingen, medailles en ridderorden gebruikt. Alleen de Unie van Zuid-Afrika maakte weleens een uitzondering door voor tweetalige medailles te kiezen. Ook de Britse Oorlogsmedaille werd in het gehele rijk gebruikt.
De vrouwen van de Women's Royal Air Force kwamen officieel wel in aanmerking voor de medaille maar in de praktijk heeft geen van hen tijdens de oorlog buiten het Britse vasteland gewerkt.

## Na 11 november 1918
Na de oorlog werd de mogelijkheid van het instellen van gespen voor de deelnemers aan de verschillende gevechten op zee en land onderzocht. Afgezien van de 1914 Ster en de 1914-15 Ster was het immers niet tot het instellenn van de gebruikelijke campagnemedailles gekomen. Uiteindelijk viel het besluit om 79 gespen voor de landmacht en 68 gespen voor de marine in te stellen. Het is 
niet tot uitreiking van gespen gekomen. Op de particulier aangeschafte miniaturen van de medaille komen wél gespen voor.

## De medaille
De ronde zilveren of bronzen medaille heeft een diameter van 36 millimeter. De voorzijde toont de ongekroonde en naar links gewende kop van Koning George V met het rondschrift "GEORGIVS V BRITT: OMN: REX ET IND: IMP:".  (Latijn voor "George V, Koning van de Britse Eilanden en keizer van India")
De keerzijde toont de Engelse schutspatroon Sint-George gewapend met een kort zwaard naakt te paard. Het paard vertrapt een Pruisisch schild alsook een schedel en wat botten. Net buiten het centrum is de opkomende zon afgebeeld. Rechts en links van Sint-George staan de jaartallen 1914 en 1918.
De medaille is aan een zilveren gesp opgehangen en wordt aan een oranje lint met wit-zwart-blauwe biesen op de linkerborst gedragen. Deze kleuren worden niet verondersteld om een bepaalde betekenis te hebben.
Op het lint worden geen gespen of palmen bevestigd.
De aan niet-Europeanen en sommige Maltezers toegekende bronzen medailles zijn gelijk aan die medailles voor de Europeanen. Zij zijn gezien de relatieve verhouding, waarbij 1 bronzen: 6o zilveren medailles staat, op de antiekmarkt veel schaarser, en dus duurder, dan de zilveren exemplaren en zij worden vaak vervalst.
Aan het einde van de jaren 70 probeerde de Texaanse miljardair Nelson Bunker Hunt met een enorme speculatie op de zilvermarkt de zilverprijs te beïnvloeden. Zilver steeg van $2 tot $50 per ounce. Omdat de miljoenen oorlogsmedailles niet meer waard waren geweest dan hun zilverprijs werden rond 1978 veel zilveren onderscheidingen gesloopt. De gesp en de verbinding tussen gesp en medaille waren van een hardere legering met minder zilver. De zilveren medaille werd omgesmolten.
Op het Indische subcontinent werden veel medailles omgesmolten omdat de zilverprijs en de vraag naar zilver daar altijd hoog was.

## Pip, Squeak and Wilfred als bijnamen van medailles
De Britse Intergeallieerde Overwinningsmedaille (bijgenaamd "Wilfred") werd in 1919 en 1920 toegekend aan al degenen die na de Eerste Wereldoorlog de 1914 Ster (bijgenaamd "Pip") of de 1914-15 Ster (ook bijgenaamd "Pip") mochten dragen. Het merendeel van de dragers van de Britse Oorlogsmedaille ("British War Medal") (bijgenaamd "Squeak") kwamen ook voor de Overwinningsmedaille in aanmerking. De Overwinningsmedaille werd dus nooit alleen toegekend maar altijd samen met een of twee van de andere sterren of de medaille. Deze drie onderscheidingen werden door de Britse soldaten en veteranen oneerbiedig aangeduid als "Pip, Squeak and Wilfred". De Overwinningsmedaille is "Wilfred".
De drie medailles en hun batons waren tijdens de demobilisatie na de Eerste Wereldoorlog, en ook lang daarna, alomtegenwoordig. In totaal werden ongeveer 5 700 000 overwinningsmedailles uitgereikt. Men zag de drie cartoonfiguren in de verhalen altijd samen, net als deze medailles.
De Overwinningsmedaille werd minder vaak uitgereikt dan de Oorlogsmedaille ("Squeak") waarvan 6,4 miljoen exemplaren werden uitgereikt. Men ziet de Overwinningsmedaille altijd samen met de Oorlogsmedaille. Alle 2,4 miljoen dragers van de 1914-15 Ster ("Pip") droegen ook de Oorlogsmedaille en de Overwinningsmedaille.